# Сражение под Пыздрами
Сражение под Пыздрами (польск. Bitwa pod Pyzdrami) — сражение Январского восстания в Польше, произошедшее 17 (29) апреля 1863 год между польскими повстанцами и русскими правительственными войсками. Окончилось победой повстанцев.

## Предыстория
После начала восстания Пыздры вместе с жителями поддержали восставших, и 5 (17) апреля 1863 года командующим польскими повстанческими войсками в Великопольском воеводстве был назначен бывший лейтенант прусской армии, участник восстания 1848 года, полковник Эдмунд Тачановский. Под его началом на тот момент находилось 1200 человек, в том числе 500 стрелков, 50 конных всадников и 650 косиньеров.
28 апреля вечером Тачановский узнал, что российские правительственные войска (около 1500 человек) собираются атаковать Пыздры значительными силами со стороны деревни Конины, с целью занять местечко. Понимая, что русские превосходят его по численности и уровню солдатской подготовки, Тачановский решил атаковать первым.

## Сражение
Около 3 часов ночи 17 (29) апреля 1863 год около 300 повстанцев под прикрытием ночи выдвинулись из деревни Ратаи в сторону Пыздр и около 4 утра заняли оборону в 20 километрах от Вжесня. К 7 утра к мятежным позициям подошли регулярные русские войска общим числом в 9 рот (1500 человек личного состава) и несколькими орудиями, под командованием подполковника Алоизия Орановского. 
Благодаря знанию местности, повстанцы расположились среди деревьев, на окраине леса, а русские войска находились в открытом поле и были хорошо видны. Бой продолжался около 8 часов, с 7:00 до 15:00,. Русские несколько раз пытались выбить повстанцев из леса, но, понеся значительные потери в более чем 100 человек убитыми и ранеными, были вынуждены отступить для перегруппировки сил. Однако, предвидя это, Тачановский приказал своей коннице и косиньерам атаковать противника во фланг, что и было сделано; после чего русские в беспорядке начали отступление и бой завершился полной победой повстанцев.

## Последствия

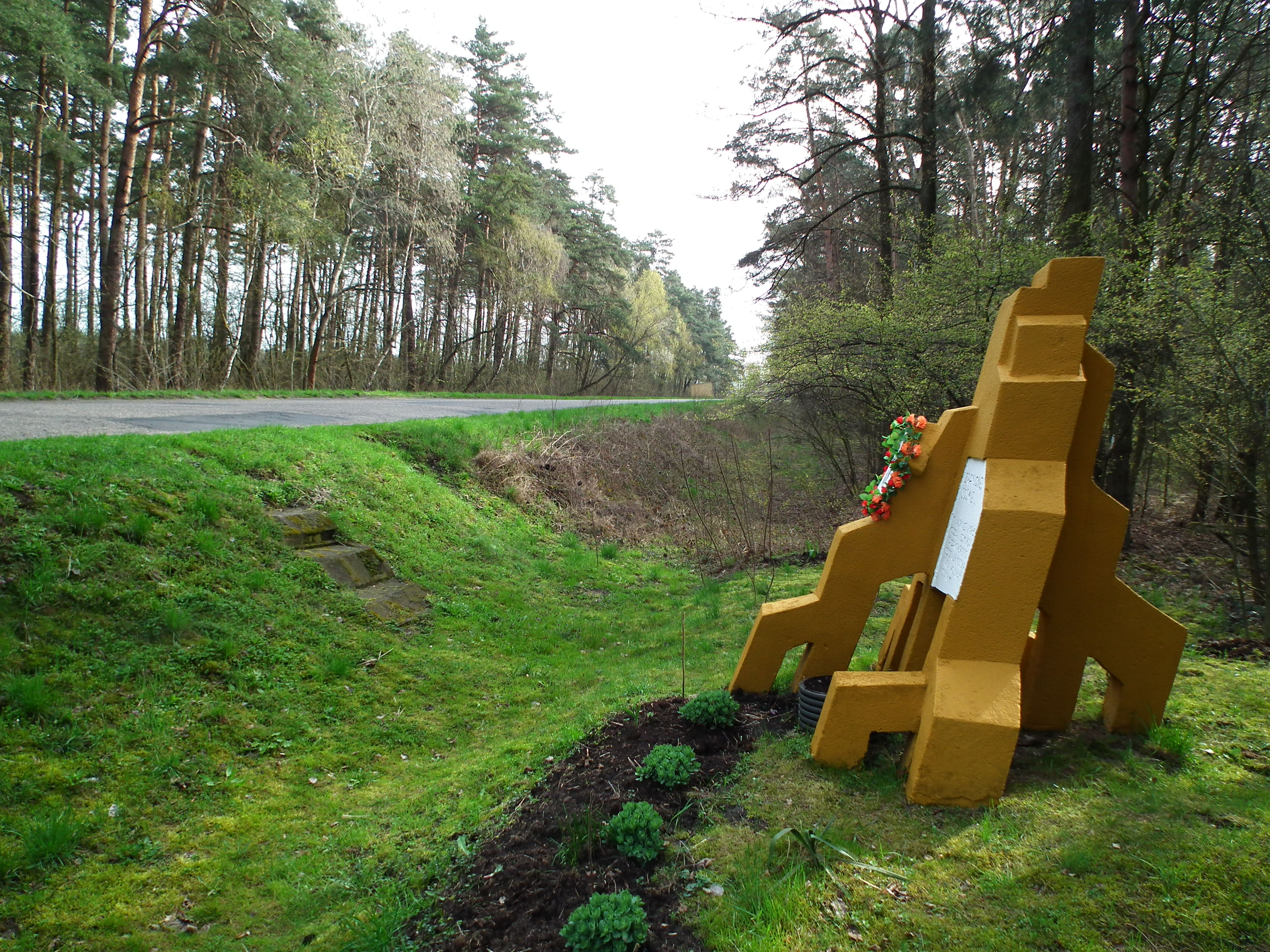
Памятник на месте сражения

Потери русских составили более 100 человек убитыми и ранеными, восставшие же потеряли всего 8 человек убитыми и 27 ранеными. Победа над правительственными войсками принесла Эдмунду Тачановскому известность. 
Понимая, что противник соберёт большие силы и вновь попытается атаковать Пыздры, Тачановский отступил в район деревни Чозы, в окрестностях которой 19 апреля (1 мая) атаковал небольшой русский отряд, а 24 апреля (6 мая) его повстанцы без боя заняли городок Коло. Против Тачановского были высланы значительные силы и 26 апреля (8 мая) 1863 года его отряд был разгромлен в бою под Игнацево.